# Laptop (telefilm)
Laptop is een Nederlandse misdaadfilmmisdaadcomedy uit 2012 onder regie van Ger Poppelaars naar een scenario van Carel Donck en Ger Poppelaars.

## Geschiedenis
De film werd gedurende 24 dagen in juni en juli 2011 opgenomen in Amsterdam. De bioscooppremière van Laptop vond plaats in april 2012 in het Eye Filmmuseum in Amsterdam.

## Verhaal
In de film staan drie mannen centraal: de werkloze architect Dirk, oud-rocker John en Quickie, een jongen die al zijn hele leven op drift is. Wanneer Quickie op een dag bij het grofvuil een laptop vindt, blijkt die geheime politiedossiers te bevatten met namen en feiten over een onderzoek naar twee elkaar bestrijdende criminele organisaties. Door die informatie voor veel geld aan criminelen te verkopen, hopen de drie mannen op een nieuwe kans in hun leven.

## Rolverdeling
- Loek Peters als Dirk
- Achmed Akkabi als Quickie
- Eric Corton als John
- Eva Marie de Waal als Nadia
- Cees Geel als Pico
- Jennifer Hoffman als Marie Louise
- Dennis Overeem als Cor
- Patrick Stoof als beddenverkoper
- Alex Hendrickx als Stefan
- Ergun Simsek als Dimitrov
- Giel Beelen als presentator
- Redbad Klynstra als Maciek
- Werner Koenen als Spijker